# Moderato (album)
Moderato – album studyjny polskich raperów Donia i Libera. Wydawnictwo ukazało się 18 czerwca 2007 roku nakładem wytwórni muzycznej My Music. Płyta spotkała się z komercyjnym niepowodzeniem, nie została ujęta w zestawieniu OLiS. Pewną popularność zyskała tylko jedna piosenka pochodząca z płyty – „Dzień dobry Polsko”, która dotarła do 31. miejsca Szczecińskiej Listy Przebojów Polskiego Radia. W ramach promocji do utworu został zrealizowany także teledysk. Gościnnie w nagraniach wzięli udział: Sylwia Grzeszczak, Vitows, Evayah, Dima oraz Lejery.

## Lista utworów
1. „Dzień za dniem” (gościnnie: Sylwia Grzeszczak, Vitows)
2. „Świat oszalał”
3. „Nikomu nie mów” (gościnnie: Evayah, Vitows)
4. „Najszybszy w mieście” (gościnnie: Dima)
5. „Miasto budzi mnie” (gościnnie: Evayah)
6. „Chill Vol. 1”
7. „Nie zapomnij” (gościnnie: Sylwia Grzeszczak)
8. „Dzień dobry Polsko” (gościnnie: Lejery)
9. „Na krawędzi”
10. „All Inc.”
11. „Szukamy” (gościnnie: Evayah)
12. „Chill Vol. 2”
13. „Lata, dni”
14. „Pierwsza myśl” (gościnnie: Evayah)
15. „Lookin For...” (gościnnie: Szukamy, Evayah) (utwór dodatkowy)
16. „Weekendy” (gościnnie: El Zubrinho) (utwór dodatkowy)